# Sphiggurus melanurus
Espèce
Statut de conservation UICN

 LC  : Préoccupation mineure
Sphiggurus melanurus est une espèce qui fait partie des rongeurs de la famille des Erethizontidae appelés porcs-épics préhensiles. On rencontre ce porc-épic au Brésil, en Guyane, au Suriname, au Venezuela et en Bolivie. Ce sont des animaux terrestres nocturnes et arboricoles qui fréquentent la canopée des forêts. Cet animal végétarien à tendance omnivore se nourrit aussi bien de fruits que de pupes de fourmis ou de légumes cultivés.
Cette espèce est décrite pour la première fois en 1842 par le zoologiste allemand Johann Andreas Wagner (1797-1861).